# Комекрудские языки
Комекрудские языки, англ. Comecrudan languages — гипотетическая семья исчезнувших индейских языков Северной Америки. Носители обитали на юге Техаса и на севере Мексики вдоль Рио-Гранде. Слово Comecrudo — испанского происхождения, является презрительным прозвищем этих племён и означает «сыроеды».
Об этих языках и об их носителях известно очень мало — в основном списки слов, составленные европейскими миссионерами и колонистами.

## Состав семьи
Известны три языка, входившие в семью:
1. Комекрудо (также известен как мулато или каррисо) (†)
2. Гарса (†)
3. Мамулике (также известен как каррисо мамуликский) (†)

### Комекрудо
Из перечисленных языков больше всего сведений имеется о языке комекрудо, от которого сохранился список из 148 слов, который составил в 1829 г. французский ботаник Жан Луи Берландье (он назвал язык «мулато»). На нём говорили в низовьях Рио Гранде около городов Рейноса и Тамаулипас в Мексике.
Ещё ранее в 1748 г. были записаны названия трёх племён, говоривших на языке комекрудо (Saldivar 1943):
- Сепинпакам
- Перпепуг
- Атанагуайпакам / атанауайапака (также известен как атанагипакане)

Позднее в 1861 г. Герман Адольф опубликовал отчёт о путешествии, содержащий словарь (Адольф назвал язык «каррисо», Adolph 1961: 185—186). In 1886, Albert Gatschet recorded vocabulary, sentences, and a text from the descendants (who were not fluent) of the last Comecrudo speakers near Camargo, Tamaulipas, at Las Prietas (Swanton 1940: 55—118). The best of these consultants were Emiterio, Joaquin, and Andrade.

### Гарса
Язык гарса известен по двум названиям племён и списку из 21 слова, который записал в 1828 г. Берландье со слов вождя племени (Berlandier et al. 1828—1829, 1850: 143—144). В то время все гарса уже говорили на испанском и приобрели европейскую культуру. Возможно, гарса — то же племя, которое было известно как племя Atanguaypacam, говорившее на языке комекрудо (список 1748 г.). The Garza were called something like Meacknan or Miákan by the neighboring Cotoname (Gatschet 1886: 54) while they called the Cotoname Yué.

### Mamulique
Mamulique (called Carrizo by Berlandier) was recorded in a twenty-two-word vocabulary (in two versions) from Native Americans near Mamulique, Nuevo León, by Berlandier in 1828 (Berlandier et al. 1828—1829, 1850: 68—71). These speakers were a group of about forty-five families who were all Spanish-speaking Christians.

## Генетические связи
В классификации индейских языков Северной Америки, которую составил в 1891 г. Джон Уэсли Пауэлл, комекрудо был включён совместно с языками котонаме и коахуилтеко в гипотетическую коахуилтеканскую семью.
Джон Суонтон (1915) объединил языки комекрудо, котонаме, коахуилтеко, каранкава, тонкава, атакапа и маратино в гипотетическую коахуилтеканскую группу.
Эдвард Сепир (1920) согласился с гипотезой Суонтона и включил данную коахуилтеканскую группу в гипотетическую хоканскую семью.
После появления указанных выше публикаций появились сведения о языках гарса и мамулике. По современным данным, комекрудские языки не могут быть отнесены к какой-либо из признанных языковых семей индейских языков. По мнению Годдарда (1979), между языками комекрудо, гарса и мамулике имеется достаточно сходства, чтобы объединить их в одну семью.

### Комекрудо
- Berlandier, Jean L. (1969). The Indians of Texas in 1830. Ewers, John C. (Ed.). Washington: Smithsonian Institution.
- Berlandier, Jean L.; & Chowell, Rafael (1828—1829). [Vocabularies of languages of south Texas and the lower Rio Grande]. (Additional manuscripts, no. 38720, in the British Library, London.)
- Berlandier, Jean L.; & Chowell, Rafael (1850). Luis Berlandier and Rafael Chovell. Diario de viaje de la Comisión de Límites. Mexico.
- Gatschet, Albert S. (1886). [Field notes on Comecrudo and Cotoname, collected at Las Prietas, Tamaulipas]. Smithsonian Institute, National Anthropological Archives Ms. no. 297.
- Swanton, John. (1940). Linguistics material from the tribes of southern Texas and northern Mexico. Bureau of American Ethnology, Bulletin, 127 (pp. 1-145).
- Uhde, Adolph. (1861). Die Länder am untern Rio Bravo del Norte. Heidelberg: J. C. B. Mohr.

### Гарса
- Berlandier, Jean L.; & Chowell, Rafael (1828—1829). [Vocabularies of languages of south Texas and the lower Rio Grande]. (Additional manuscripts, no. 38720, in the British Library, London.)
- Berlandier, Jean L.; & Chowell, Rafael (1850). Luis Berlandier and Rafael Chovell. Diario de viage de la Commission de Limites. Mexico.
- Gatschet, Albert S. (1886). [Comecrudo and Cotoname vocabularies, collected at Las Prietas, Tamaulipas]. Ms. 297, National Anthropological Archives, Smithsonian Institution.
- Saldivar, Gabriel. (1943). Los indios de Tamaulipas. Instituto panamerico de geografía e historia, Publication 70.

### Мамулике
- Berlandier, Jean L.; & Chowell, Rafael (1828—1829). [Vocabularies of languages of south Texas and the lower Rio Grande]. (Additional manuscripts, no. 38720, in the British Library, London.)
- Berlandier, Jean L.; & Chowell, Rafael (1850). Luis Berlandier and Rafael Chovell. Diario de viage de la Commission de Limites. Mexico.